# Anna Wetlinská
Anna Wetlinská (* 14. června 1953) je česká televizní moderátorka a herečka. Po opavském gymnáziu vystudovala Lomonosovovu univerzitu v Moskvě. Ve filmu debutovala roku 1978 (Čistá řeka), dále hrála například v pohádce Princové jsou na draka (1980) a v seriálu Návštěvníci (1983). Od roku 1981 uváděla pořady v Československé televizi, později zde byla i hlasatelkou. Provdala se za Švýcara a žije ve Švýcarsku.